# Queqiao
Queqiao (chinois : 鹊桥 ; pinyin : Quèqiáo) est un satellite artificiel chinois servant de relais de communications pour les engins spatiaux  chinois posés sur la face cachée de la Lune ou au pôle sud lunaire qui ne disposent pas d'une visibilité directe sur la Terre. Le premier engin de ce type Queqiao 1 a été utilisé par l'astromobile des missions Chang'e 4 qui s'est posé sur la face cachée de la Lune. Ce satellite a été lancé le 20 mai 2018 et a commencé à relayer les données depuis le point de Lagrange L2 du système Terre-Lune à partir du lancement de Chang'e 4 en décembre 2018. Queqiao 2, qui sera placé en 2024 sur une orbite lunaire elliptique lunaire doit être lancé en 2024 pour servir de support aux missions Chang'e 6 (lancement en 2024), Chang'e 7 (2026) et Chang'e 8 (2028).

## Caractéristiques techniques de Queqiao 1

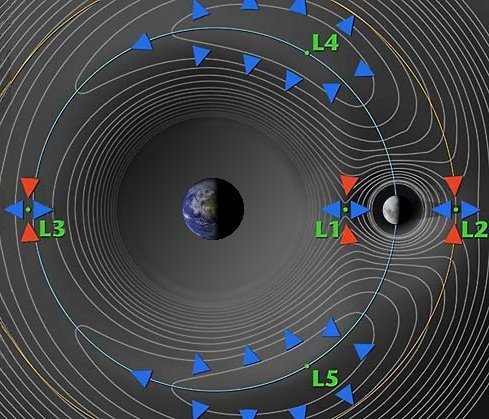
Diagramme montrant la position des points de Lagrange du système Terre-Lune. Queqiao est sur une orbite de halo autour du point.

Queqiao 1 (鹊桥) est un petit satellite de 425 kg qui utilise une plateforme CAST-100 de son constructeur  l'Académie chinoise de technologie spatiale (CAST). La plateforme est stabilisée sur trois axes et son énergie est fournie par des panneaux solaires. La propulsion est assurée par 4 petits moteurs brûlant de l'hydrazine d'une poussée de 130 newtons. Sa charge utile principale est son émetteur-récepteur radio. Celui-ci dispose de 4 canaux en bande X pour les liaisons avec les engins posés sur le sol lunaire (débit 256 kilobits par seconde) et d'un canal en bande S pour la transmission des données vers la Terre (débit 2 gigabits par seconde). Il utilise une antenne parabolique de 4,2 mètres de diamètre qui est déployée en orbite,.

### Radio télescope NCLE
Le satellite emporte également  le Netherlands Chinese Low-Frequency Explorer (NCLE), un instrument scientifique néerlandais développé par ASTRON (Netherlands Institute for Radio Astronomy), qui doit permettre de recevoir les émissions radio basse fréquence générées au moment de l'apparition des premières étoiles et les premières galaxies quelques centaines de millions d'années après le Big Bang. L'embarquement de cet équipement sur Queqiao permet d'échapper aux interférences radio de l'orbite terrestre basse. Les longueurs d'onde inférieures à 30 MHz, qui caractérisent cette période de l'Univers, sont bloquées par l'atmosphère terrestre. Le satellite emporte également un réflecteur laser grand angle pour permettre des mesures de distance.

### Mini satellites Longjiang-1 et 2
Enfin deux mini-satellites, baptisés Longjiang-1 et 2 sont lancés avec Queqiao et doivent se placer en tandem sur une orbite lunaire (300 x 3000 kilomètres) pour réaliser une expérience d'interférométrie ainsi que des tests d'émission radio. Chaque satellite  a une masse de 45 kilogrammes et est stabilisé sur 3 axes. Longjiang-2 emporte une micro caméra développée en Arabie Saoudite.

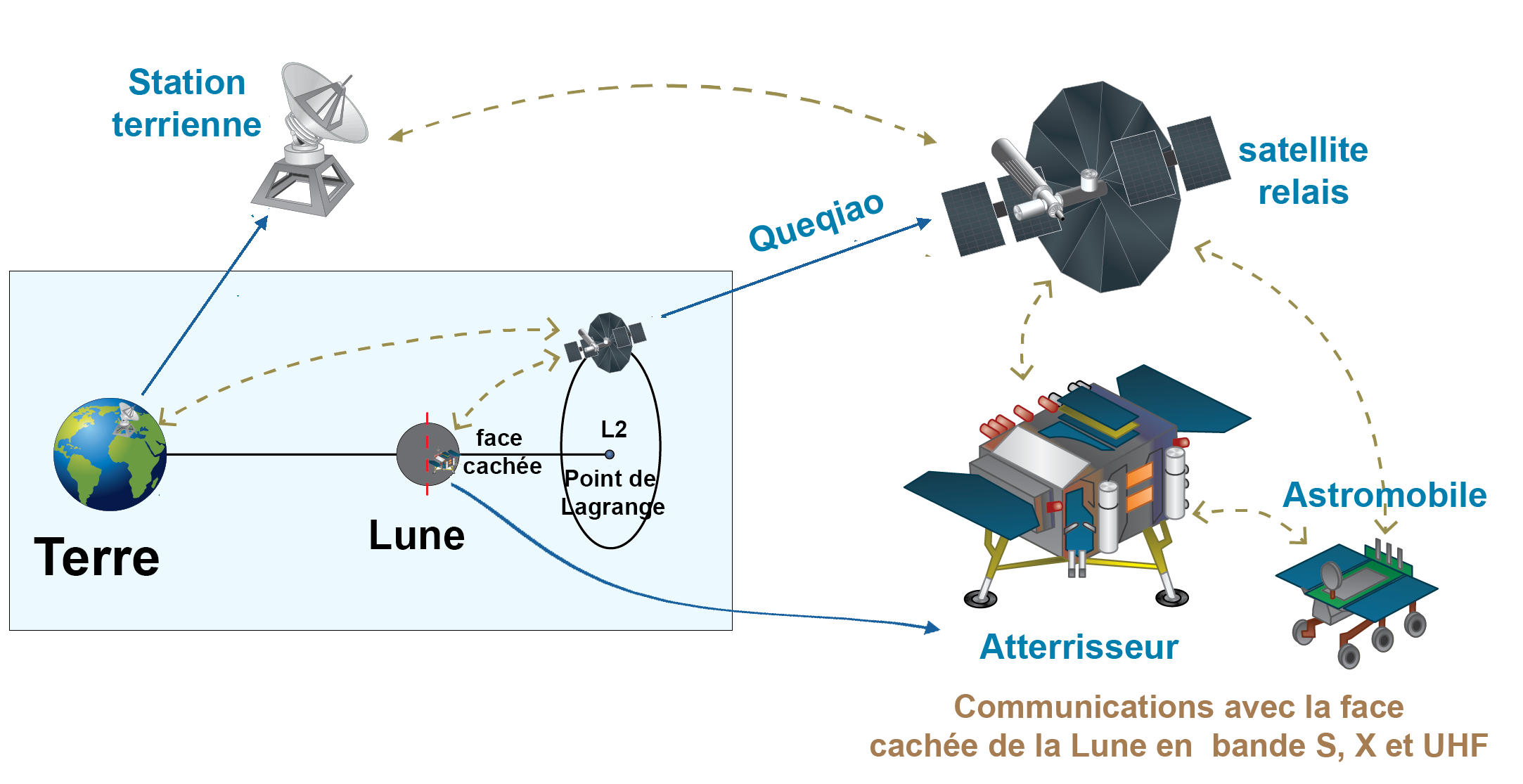
Déroulement de la mission Chang'e 4.

## Déroulement de la mission Queqiao 1
Queqiao est placé en orbite le 20 mai 2018 à 21h25 UTC par une fusée Longue Marche 4C tirée depuis la base de lancement de Xichang. Il s'insère le 14 juin sur une orbite de halo autour du point de Lagrange L2 du système Terre-Lune. Le micro satellite Longjiang-1 victime d'une anomalie de fonctionnement ne parvient pas à s'insérer en orbite autour de la Lune. Longjiang-2 parvient à se placer le 25 mai sur une orbite elliptique autour de la Lune de 137 000 x 350 kilomètres.  
Sur cette orbite, le satellite Queqiao circule au-delà de la trajectoire de la Lune à 449 600 km de la Terre et à 65 000 kilomètres de la Lune. De cette position il  peut recevoir et émettre des émissions radio à la fois de la Terre et de la face cachée de la Lune. Cette orbite, identifiée par le spécialiste de mission de la NASA Robert Farquhar il y a 40 ans, sera utilisée pour la première fois.

## Queqiao 2
Queqiao 2, qui sera placé en 2024 sur une orbite lunaire elliptique lunaire doit  servir de support aux missions Chang'e 6 (lancement en 2024), Chang'e 7 (2026) et Chang'e 8 (2028).

## Queqiao dans les légendes chinoises
Queqiao , qui signifie « pont des pies », est une allusion à la légende chinoise du Bouvier et de la Tisserande et au pont que toutes les pies du monde forment une fois par an par-dessus le Fleuve d'argent (la Voie lactée) pour permettre aux deux amants de se rejoindre.